# Merriweather Post Pavillion
Merriweather Post Pavillion is het negende officiële studioalbum van Animal Collective, dat in 2009 is verschenen op Domino Records.

## Tracklist
| 1.                 | In the Flowers     | 5:22 |
| 2.                 | My Girls           | 5:41 |
| 3.                 | Also Frightened    | 5:14 |
| 4.                 | Summertime Clothes | 4:30 |
| 5.                 | Daily Routine      | 5:46 |
| 6.                 | Bluish             | 5:14 |
| 7.                 | Guys Eyes          | 4:31 |
| 8.                 | Taste              | 3:53 |
| 9.                 | Lion in a Coma     | 4:12 |
| 10.                | No More Runnin'    | 4:23 |
| 11.                | Brothersport       | 5:59 |
| Totale duur: 55:02 |                    |      |

## Hitnotering
| "Merriweather Post Pavillion" in de Nederlandse Album Top 100 - binnen: 17-01-2009 | "Merriweather Post Pavillion" in de Nederlandse Album Top 100 - binnen: 17-01-2009 | "Merriweather Post Pavillion" in de Nederlandse Album Top 100 - binnen: 17-01-2009 | "Merriweather Post Pavillion" in de Nederlandse Album Top 100 - binnen: 17-01-2009 |
| Week                                                                               | 01                                                                                 | 02                                                                                 |                                                                                    |
| ---------------------------------------------------------------------------------- | ---------------------------------------------------------------------------------- | ---------------------------------------------------------------------------------- | ---------------------------------------------------------------------------------- |
| Nummer                                                                             | 58                                                                                 | 59                                                                                 | uit                                                                                |